# Monts Ryōhaku
Les monts Ryōhaku (両白山地, Ryōhaku sanchi) sont une chaîne montagneuse étendue sur les préfectures de Gifu, Toyama, Ishikawa, Fukui et Shiga au Japon. Elle est divisée entre les monts Kaetsu (加越山地, Kaetsu sanchi) dont le sommet le plus élevé est le mont Haku et les monts Etsumi (越美山地, Etsumi sanchi), dont le sommet le plus élevé est le mont Nōgōhaku. Les monts tiennent leur nom des deux principaux pics qui tous deux possèdent l'élément haku dans leurs noms respectifs. L'essentiel des monts Ryōhaku se trouve au sein du parc national de Hakusan.

## Principaux sommets

### Monts Kaetsu
- Mont Ōgasa (大笠山), 1 822 m
- Mont Oizuru, 1 841 m
- Mont Sanpōiwa (三方岩岳), 1 736 m

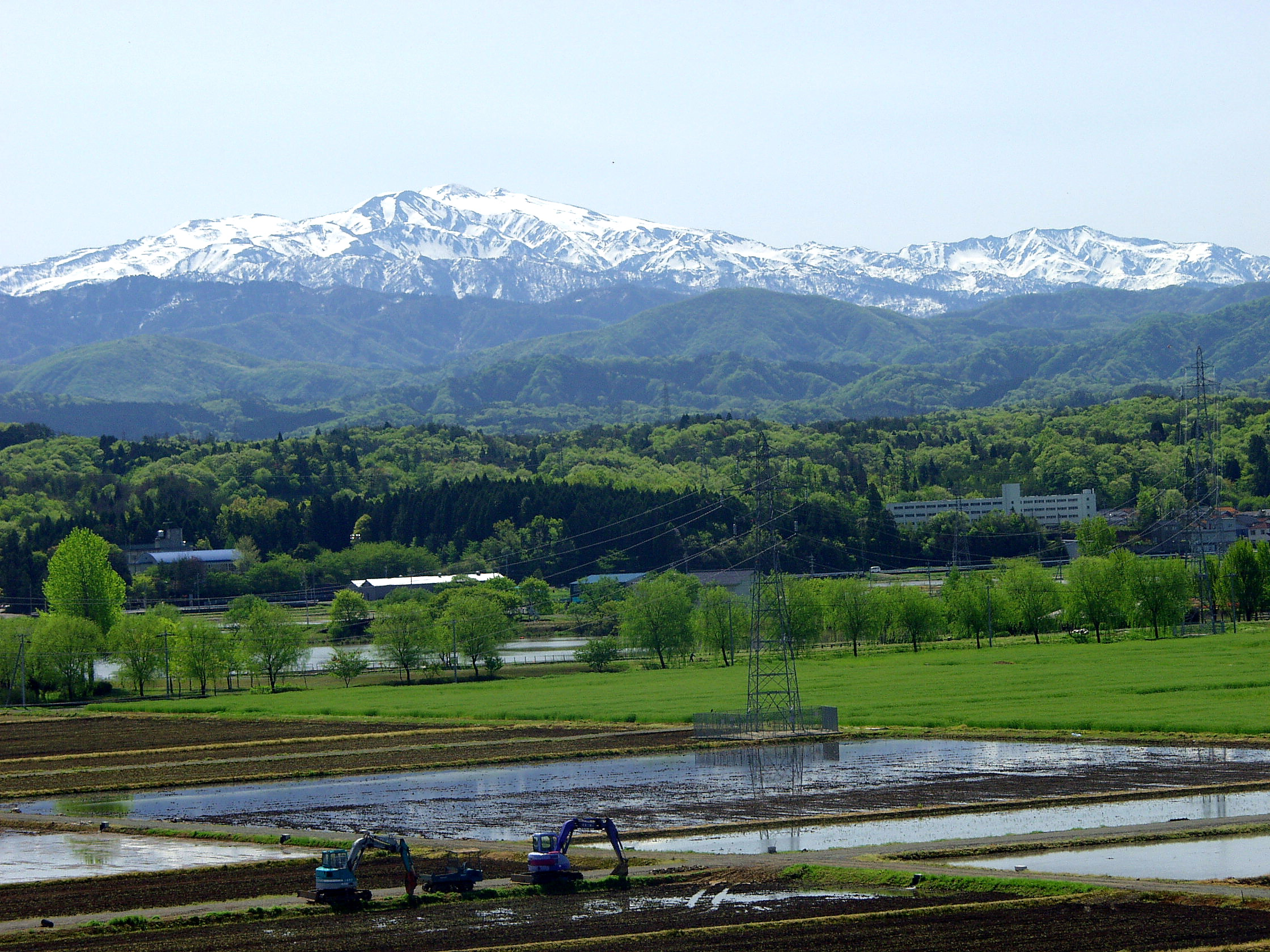
Mont Haku.

- Mont Nodanishōji (野谷荘司山), 1 797 m
- Mont Haku, 2 702 m
- Mont Bessan, 2 399 m
- Mont Sannomine, 2 128 m
- Mont Dainichi, 1 709 m

### Monts Etsumi

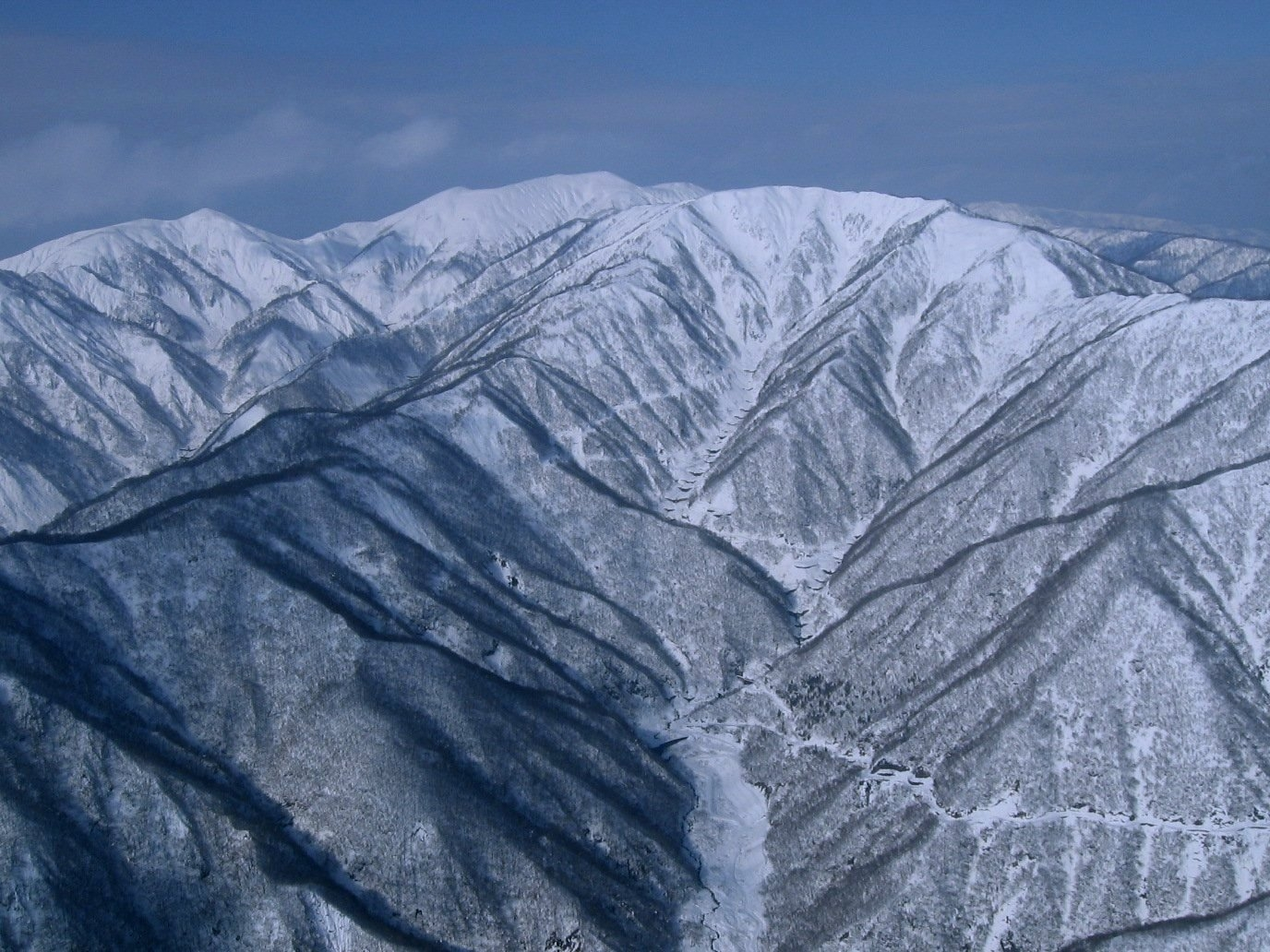
Mont Nōgōhaku.

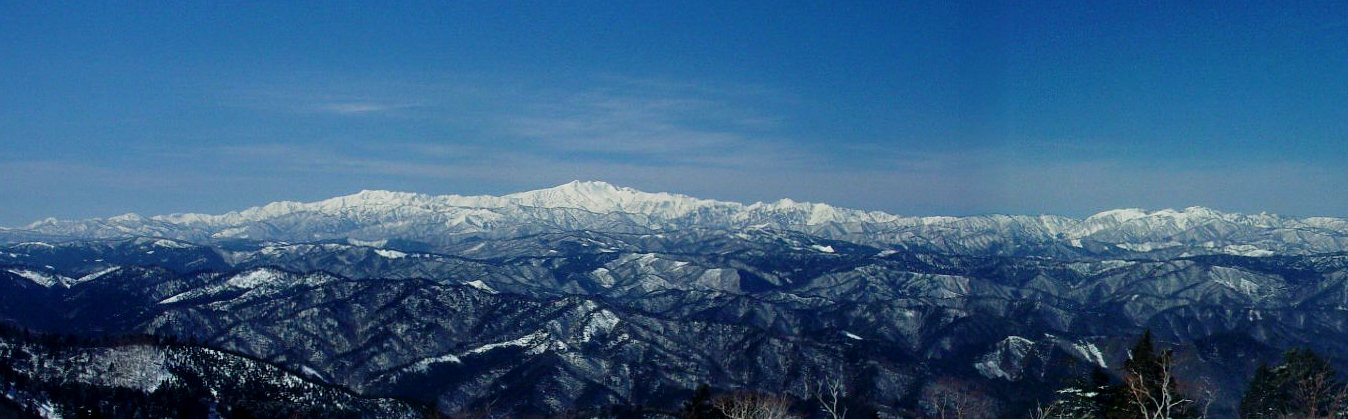
Vue panoramique des monts Ryōhaku.

- Mont Heike (平家岳), 1 442 m
- Mont Nōgōhaku, 1 617 m
- Mont Byōbu (屏風山), 1 354 m
- Mont Kanmuri, 1 257 m
- Mont Sanshū (三周ヶ岳), 1 202 m
- Mont Mikuni, 1 209 m